# De storm (toneelstuk)

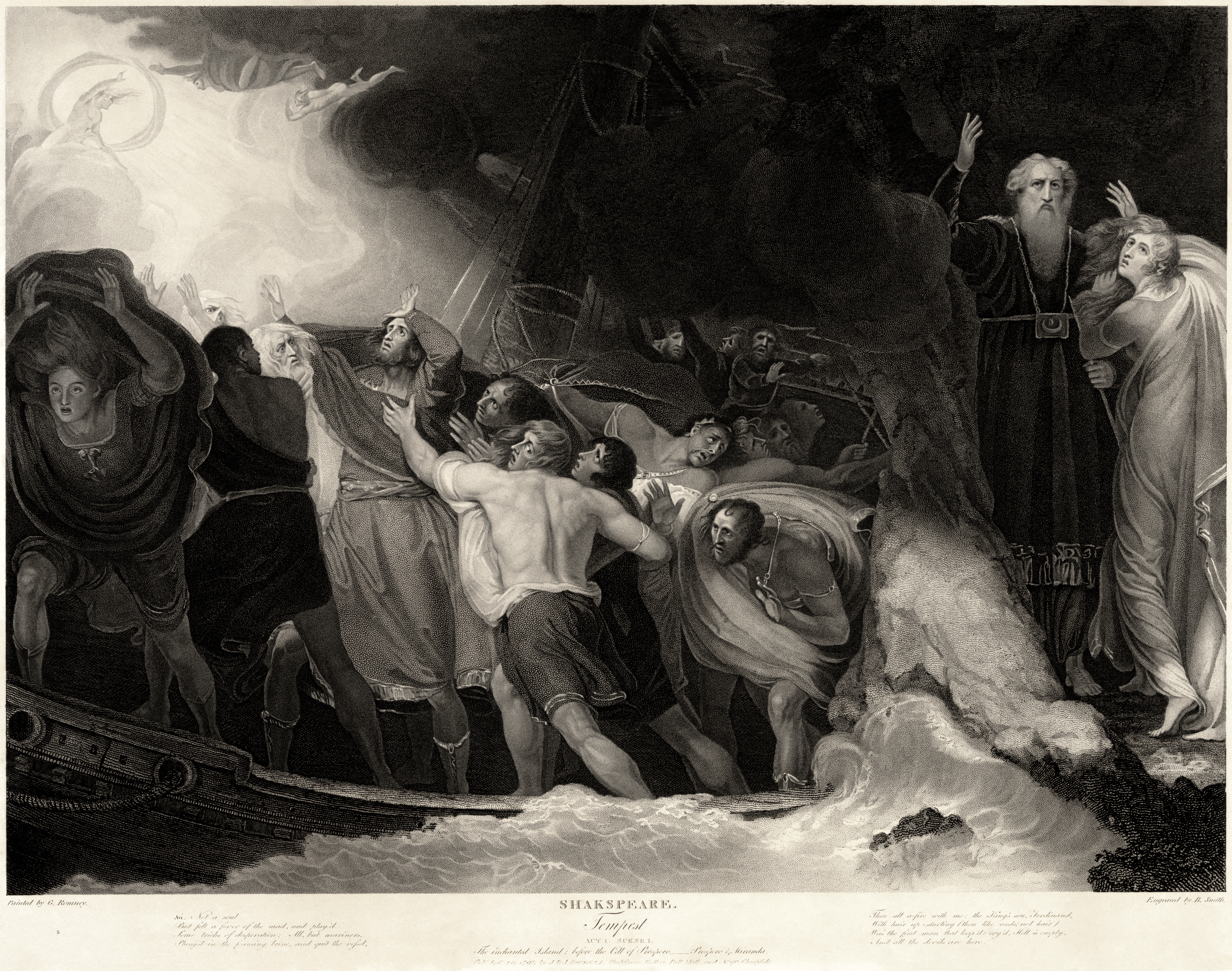
The Tempest, Act I, Scene 1. Gravure uit 1797 gebaseerd op een schilderij van George Romney. Rechts staan de magiër Prospero die de storm oproept, en zijn dochter Miranda.

De storm (Engelse titel: The Tempest) werd lange tijd traditioneel gezien als William Shakespeares laatste toneelstuk, maar volgens modern onderzoek zouden Henry VIII, Cardenio en The Two Noble Kinsmen van nog latere datum zijn. Waarschijnlijk was het wel het laatste stuk dat hij alleen schreef. The Tempest is een van Shakespeares 'late romances'. Het werd voor de eerste keer opgevoerd in 1611 en gepubliceerd in de First Folio van 1623. Daarin kreeg het als openingsstuk een ereplaats, wellicht doordat het de recentste komedie was en omdat het bij trouwfeesten zo populair was sinds het ter gelegenheid van prinses Elizabeths huwelijk in 1612 was opgevoerd.

## Datering
De eerste opvoering van het stuk was door de King's Men, het gezelschap waartoe Shakespeare behoorde, op 1 november 1611 in het Palace of Whitehall in Londen. Een andere bekende opvoering is die tijdens het huwelijksfeest van Elizabeth Stuart en Keurvorst Frederik V van de Palts in de winter van 1612-1613. Het zou ook opgevoerd zijn in het Globe Theatre en het Blackfriars Theatre.

## Bronnen en invloeden

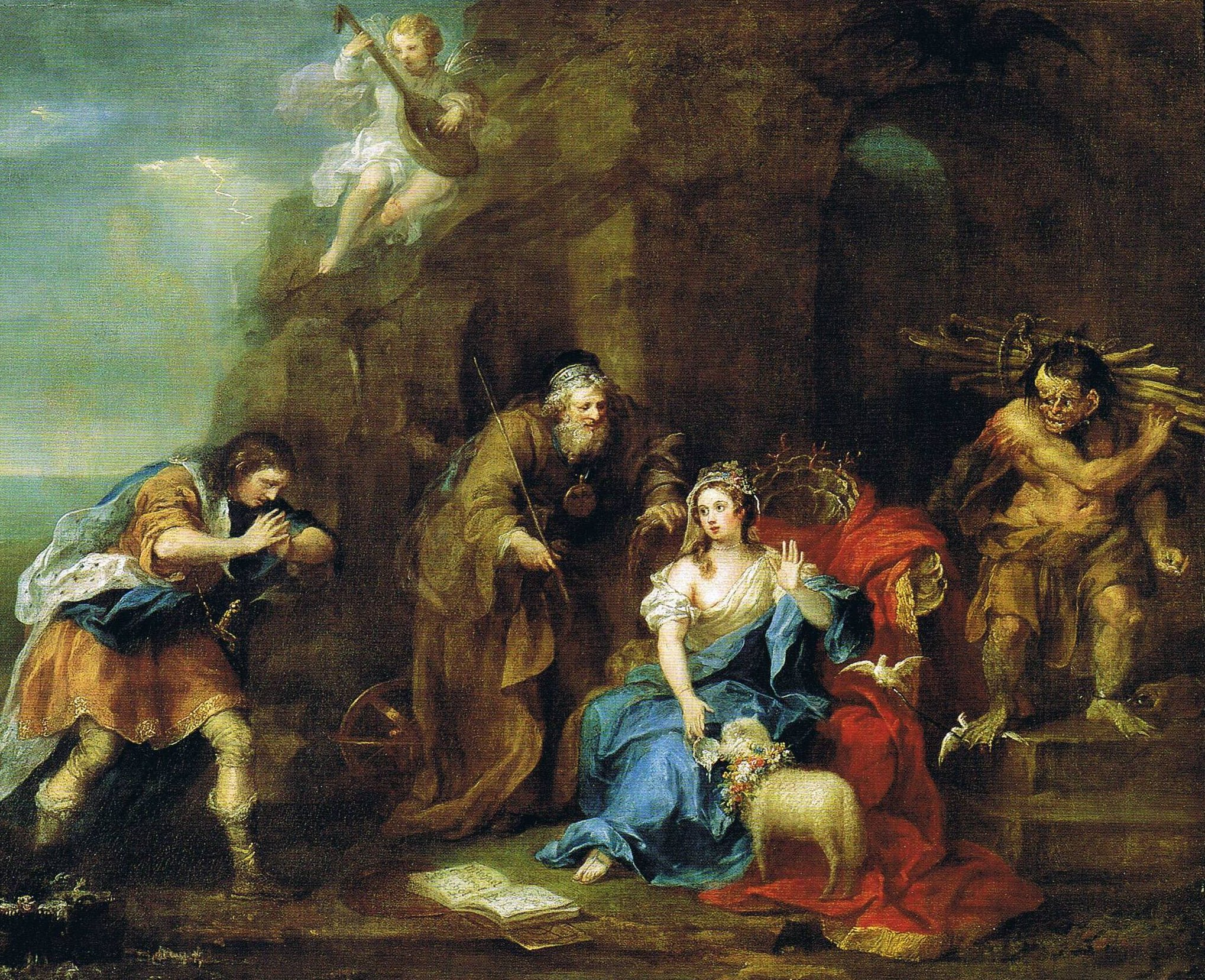
Prospero en Miranda door William Hogarth, ca. 1728

## Lijst van personages

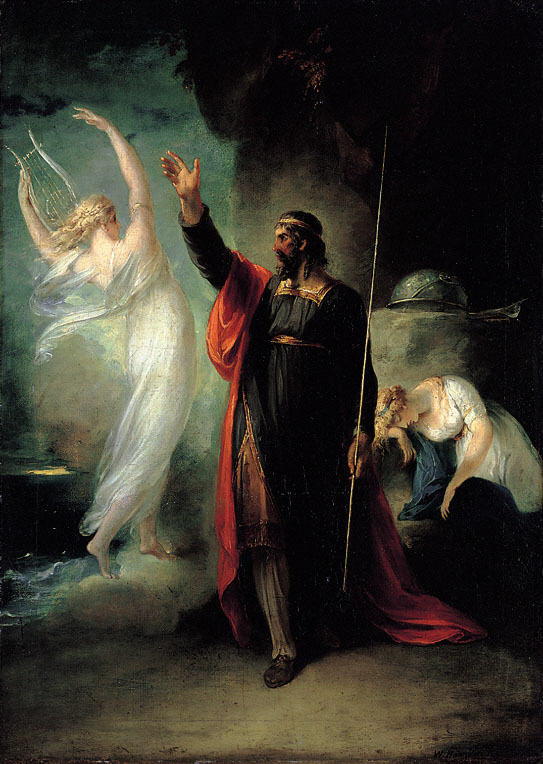
Prospero en Ariel naar een schilderij van William Hamilton, ca. 1797

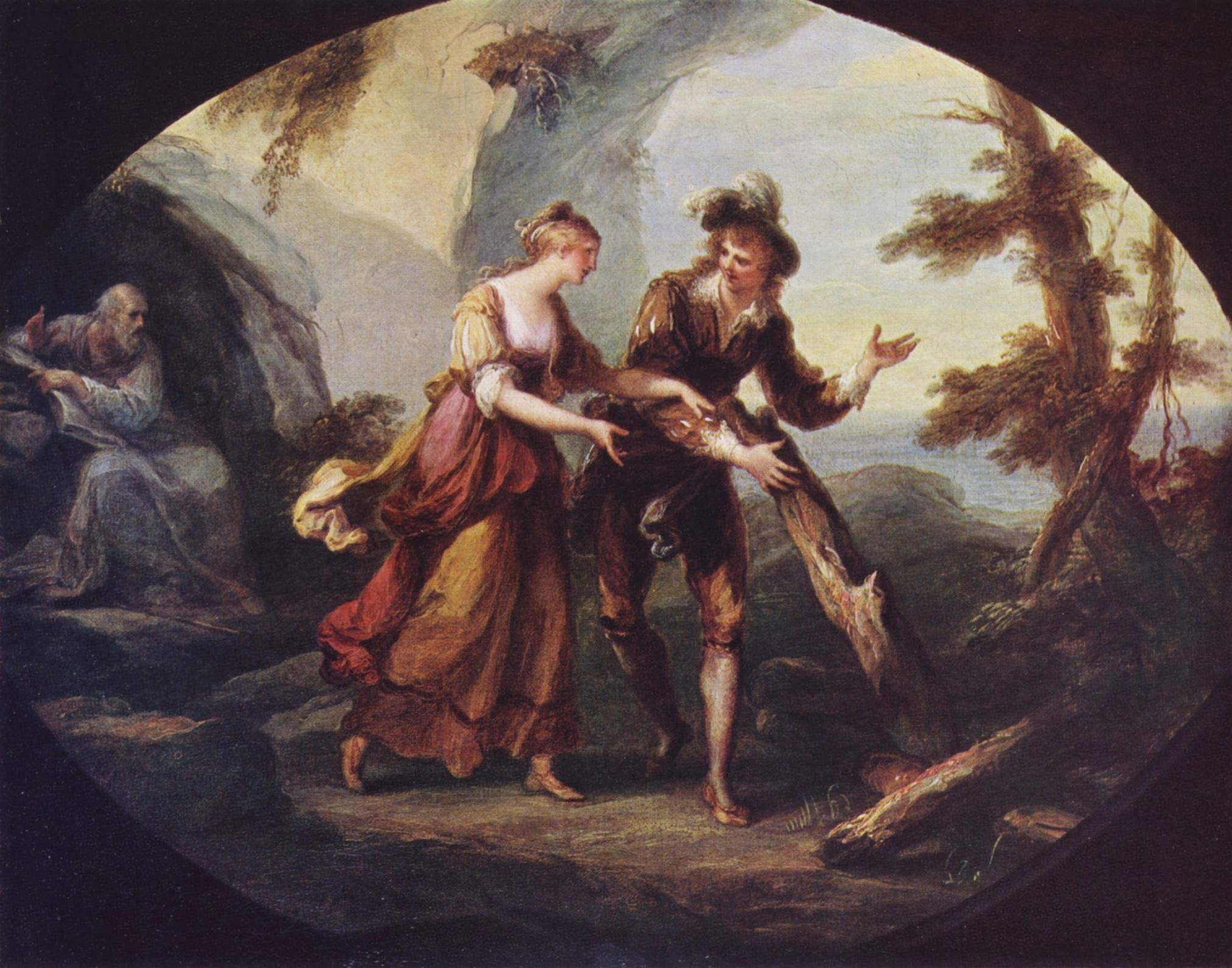
Miranda en Ferdinand door Angelica Kauffmann, ca. 1782

### Kolonialisme

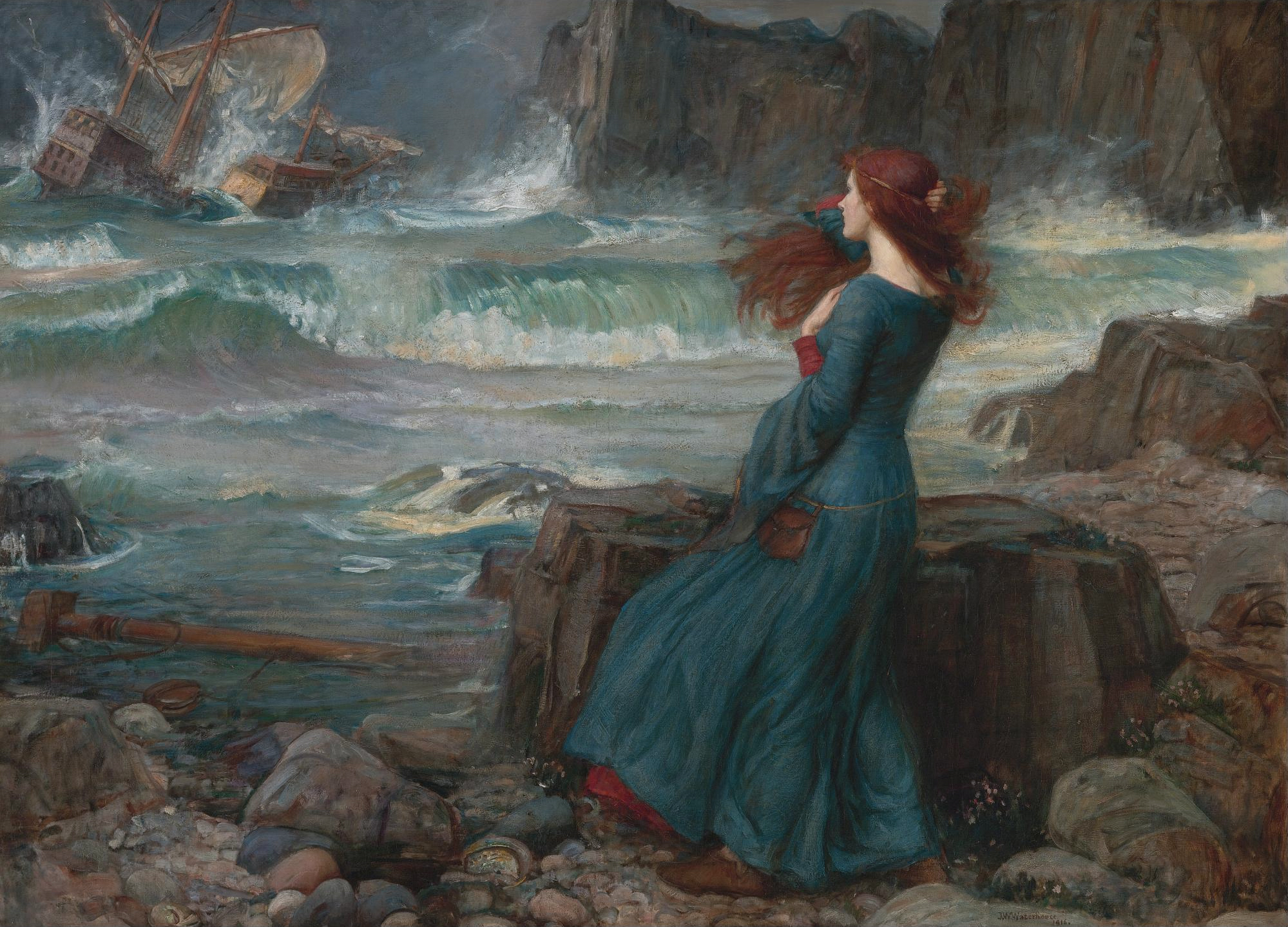
Miranda - The Tempest, een schilderij van John William Waterhouse, 1916